# Ossan's Love: Love or Dead
Pour plus de détails, voir Fiche technique et Distribution.
Ossan's Love: Love or Dead (劇場版 おっさんずラブ 〜LOVE or DEAD〜, Gekijoban Ossan zu Rabu Love or Dead) est une comédie yaoi japonaise réalisée par Tōichirō Rutō et sortie en 2019 au Japon. C'est l’adaptation de la série éponyme, diffusé en 2018 sur TV Asahi.
Elle totalise plus de 10 millions $ au box-office japonais de 2019.

## Synopsis
Soichi Haruta (Kei Tanaka (en)) est de retour au Japon pour la première fois depuis sa mutation en Chine. Alors que la majorité des personnes, dont Musashi Kurosawa (Kōtarō Yoshida (en)), est contente de son retour, de nouveaux membres d'un projet nommé « Genuis7 » font leur apparition. Le directeur du projet, Mamiana Jin, demande alors à tout le monde de quitter les lieux. De plus, le nouvel employé Yamada réconforte Haruta après que ce-dernier se soit aperçu de la promotion de Maki (Kento Hayashi) qui siège désormais aux côtés de Mamiana Jin.

## Fiche technique
- Titre original : 劇場版 おっさんずラブ 〜LOVE or DEAD〜 (Gekijoban Ossan zu Rabu Love or Dead?)
- Titre international : Ossan's Love: Love or Dead
- Réalisation : Tōichirō Rutō
- Scénario : Koji Tokuo
- Société de production : As birds (ja)
- Société de distribution : Tōhō
- Pays d'origine :  Japon
- Langue originale : japonais
- Format : couleur
- Genre : comédie yaoi
- Dates de sortie :
  - Japon : 23 août 2019
  - Taïwan : 6 septembre 2019
  - Hong Kong : 12 septembre 2019

## Distribution
- Kei Tanaka (en) : Soichi Haruta
- Kōtarō Yoshida (en) : Musashi Kurosawa
- Kento Hayashi : Ryota Maki
- Nene Ōtsuka : Choko Kurosawa
- Jun Shison (en) : Masayoshi Yamada
- Daichi Kaneko : Utamaro Kuribayashi
- Ikki Sawamura (en) : Jin Mamiana
- Shuko Ito : Maika Segawa
- Rio Uchida : Chizu Arai
- Hidekazu Mashima : Masamune Takekawa
- Kazuya Kojima (en) : Teppei Arai